# Jean de La Chapelle
Pour les articles homonymes, voir La Chapelle.
Jean de La Chapelle est un auteur dramatique français né à Bourges le 24 octobre 1651 et mort à Paris le 29 mai 1723.

## Biographie
De petite noblesse, neveu de Boileau, ses talents littéraires le firent remarquer du prince de Conti dont il devint secrétaire des commandements en 1678. Louis XIV le chargea de plusieurs missions diplomatiques en Suisse pour négocier des accords avec le gouvernement de Neuchâtel.
Jouissant d'une belle fortune, La Chapelle écrivit et fit représenter à la Comédie-Française de médiocres tragédies inspirées de l'Antiquité : Zaïde, Téléphonte, Cléopâtre, Ajax. Ses relations et le talent de l'acteur Baron leur assurèrent le succès, mais aucune ne se soutint au répertoire. Boileau n'hésita pas à les railler dans une épigramme :
J'approuve que chez vous, Messieurs, on examine,
Qui du pompeux Corneille ou du tendre Racine,
Excita dans Paris plus d'applaudissements :
Mais je voudrais aussi qu'on cherchât tout d'un temps
(La question n'est pas moins belle)
Qui du fade Boyer ou du sec La Chapelle
Excita plus de sifflements.
Une petite comédie en prose, Les Carrosses d'Orléans (1680), eut en revanche un authentique succès et fut souvent représentée.
Il publia également deux romans, Les Amours de Catulle (1680) et Les Amours de Tibulle (1700), ennuyeux assemblages de traductions de ces poètes latins et d'histoire galantes. Un éditeur avait par erreur attribué ces ouvrages à Chapelle, l'ami de l'abbé de Chaulieu et auteur, avec Bachaumont, du célèbre Voyage de Chapelle et Bachaumont, celui-ci fit l'épigramme suivante :
Lecteur, sans vouloir t'expliquer,
Dans cette édition nouvelle,
Ce qui pourrait t'alambiquer
Entre Chapelle et Lachapelle,
Lis leurs vers, et, dans le moment,
Tu verras que celui qui, si maussadement,
Fit parler Catulle et Lesbie,
N'est pas cet aimable génie
Qui fit ce voyage charmant,
Mais quelqu'un de l'Académie.
En effet, en 1688, La Chapelle avait été élu au 31e fauteuil de l'Académie française en remplacement d'Antoine Furetière.
Il acheta en 1695 le château de Sainte-Assise qu'il revendit en 1700 à Jean Glucq.

## Famille
Il épouse en 1687 Marie Cécile Pellard, fille d'Etienne Pellard, commissaire provincial des guerres, et Cécile Bourduceau. Ils n'ont pas d'enfant.

## Œuvres
Tragédies
- Cléopâtre (1681)
- Zaïde (1681)
- Téléphonte (1682)
- Ajax (1684)
- Isaac, tragédie en musique (1717)

Romans
- Les Amours de Catulle (1680)
- Marie d'Anjou, reine de Majorque (1682)
- Les Amours de Tibulle (1722)

Divers
- Les Carrosses d'Orléans, comédie représentée pour la première fois le 9 août 1680
- Lettres d'un Suisse à un Français, où l'on voit les véritables intérêts des princes et des nations de l'Europe (1703-1711)
- Réflexions politiques et historiques sur l'affaire des princes, avec la requête des pairs de France, la requête des princes légitimez et une réponse à cette dernière requête (1717)